# Раде Новковић
Раде Новковић (Пријепоље, 25. јун 1980) је српски фудбалер.

## Играчка каријера
После наступања за руску екипу Луч-Енергија из Владивостока где је био од 2007 до 2009 вратио се у Србију где је потписао уговор са новим учесником Супер лиге екипом Слободе из Ужица. Због повреда за Слободу је дебитовао тек крајем јесени у куп утакмици против Металца из Горњег Милановца да би се до краја јесењег дела сезоне усталио у екипи која је прави хит српског првенства.